# Gobernadores de Caldas
El departamento de Caldas se creó de territorios que componían en ese entonces al Cauca, Antioquia y Tolima para comenzar su carrera gubernamental como otro departamento de Colombia.
Cuando se preparaba la creación de la Confederación Granadina en 1858, el presidente Mariano Ospina Rodríguez, quien había sido gobernador del Estado Soberano de Antioquia, planteó, por primera vez, la idea de crear un nuevo departamento al sur del antioqueño. Sin embargo la idea no tuvo acogida. Nuevamente lo propuso en 1888, con el nombre de Departamento de Sur con Manizales como su capital. Más tarde, en la Regeneración Conservadora, Rafael Uribe Uribe, apoyado ampliamente por Aquilino Villegas y Daniel Gutiérrez Arango, propuso la creación del Departamento de Córdoba, con capital Manizales.
El nombre de Córdoba tenía la finalidad de rendirle un homenaje al prócer antioqueño. Pero Uribe Uribe fue derrotado con la oposición de las representaciones de Cauca, Antioquia y Cundinamarca, varios ministros del Despacho y la inmensa mayoría conservadora de la Asamblea Nacional Constituyente. 
A comienzos del siglo XX, el gobierno del presidente Rafael Reyes, con la finalidad de debilitar la hegemonía de los antiguos Estados Soberanos, propuso la creación de varios departamentos, entre ellos el Departamento de Los Andes con capital en Manizales, nombre vetado por algunos miembros de la diputación del Cauca en la Asamblea Nacional Constituyente. Ellos condicionaron su votación afirmativa si se le colocaba como nombre el del sabio Francisco José de Caldas, propuesta que se impuso sobre la de los antioqueños que insistían en el nombre del prócer José María Córdova.
Fue así como, según la Ley n.º 17 del 11 de abril de 1905, artículo 3.º dice:

"Créase el Departamento de Caldas, entre los departamentos de Antioquia y Cauca, cuyo territorio estará delimitado así: El río Arma desde su nacimiento hasta el río Cauca; este aguas arriba hasta la quebrada de Arquía, que es el límite de la provincia de Marmato, por los límites legales que hoy tienen, como también la Provincia del Sur del Departamento de Antioquia. Parágrafo. La capital de este departamento será la ciudad de Manizales."

## Cronología

### Viejo Caldas(1909-1966)
| N.º | Imagen                          | Gobernador                            | Fecha                                                                                          | Partido | Presidente                      |
| --- | ------------------------------- | ------------------------------------- | ---------------------------------------------------------------------------------------------- | ------- | ------------------------------- |
| 1   |                                 | General Alejandro Gutiérrez Arango    | 15 de mayo de 1905 – 22 de junio de 1909                                                       |         | General Rafael Reyes Prieto     |
| 2   |                                 | General Marcelino Arango Palacio      | 24 de junio de 1909 – 22 de agosto de 1909                                                     |         | General Jorge Holguín Mallarino |
| 2   | General Ramón González Valencia | General Marcelino Arango Palacio      | 24 de junio de 1909 – 22 de agosto de 1909                                                     |         |                                 |
| 3   |                                 | General Ramón Jaramillo Restrepo      | 23 de agosto de 1909 – 20 de noviembre de 1912                                                 |         |                                 |
| 3   | Carlos Eugenio Restrepo         | General Ramón Jaramillo Restrepo      | 23 de agosto de 1909 – 20 de noviembre de 1912                                                 |         |                                 |
|     |                                 | Emilio Robledo Correa                 | 20 de noviembre de 1912 – 10 de agosto de 1914                                                 |         |                                 |
|     |                                 | José Ignacio Villegas Jaramillo       | 10 de agosto de 1914 – 24 de septiembre de 1918                                                |         |                                 |
|     |                                 | General Pompilio Gutiérrez Arango     | 25 de septiembre de 1918 – 5 de julio de 1923                                                  |         |                                 |
|     |                                 | Rafael María Botero Ramírez           | 5 de julio de 1923 – 21 de agosto de 1923                                                      |         |                                 |
|     |                                 | Gerardo Arias Mejía                   | 21 de agosto de 1923 –30 de abril de 1926 y 1 de marzo de 1948 – 13 de agosto de 1948          |         |                                 |
|     |                                 | Francisco José Ocampo Londoño         | 30 de abril de 1926 – 2 de diciembre de 1926                                                   |         |                                 |
|     |                                 | Daniel Gutiérrez Arango               | 2 de diciembre de 1926 – 21 de agosto de 1930                                                  |         |                                 |
|     |                                 |                                       |                                                                                                |         |                                 |
|     |                                 | Emilio Latorre Arango                 | 22 de agosto de 1930 – 31 de mayo de 1931                                                      |         |                                 |
|     |                                 | Jorge Gärtner De la Cuesta            | 1 de junio de 1931 – 3 de marzo de 1933                                                        |         |                                 |
|     |                                 | Bernardo Henao Mejía                  | 3 de marzo de 1933 - 31 de julio de 1933                                                       |         |                                 |
|     |                                 | Gonzalo Restrepo Gutiérrez            | 1 de agosto de 1933 - 3 de septiembre de 1934                                                  |         |                                 |
|     |                                 | Luis Jaramillo Montoya                | 3 de septiembre de 1934 – 12 de febrero de 1935                                                |         |                                 |
|     |                                 | Bernardo Mejía Marulanda              | 12 de febrero de 1935 – 4 de septiembre de 1935                                                |         |                                 |
|     |                                 | Enrique Gómez Latorre                 | 4 de septiembre de 1935 – 12 de mayo de 1936                                                   |         |                                 |
|     |                                 | Guillermo Londoño Mejía               | 13 de mayo de 1936 – 26 de agosto de 1936                                                      |         |                                 |
|     |                                 | Eduardo Mejía Jaramillo               | 7 de septiembre de 1936 – 12 de noviembre de 1936                                              |         |                                 |
|     |                                 | Arcesio Londoño Palacio               | 20 de diciembre de 1936 – 4 de septiembre de 1937                                              |         |                                 |
|     |                                 | Bernardo Arango Vallejo               | 4 de septiembre de 1937 - 5 de septiembre de 1938                                              |         |                                 |
|     |                                 | José Miguel Arango Franco             | 5 de septiembre de 1938 – 23 de febrero de 1939                                                |         |                                 |
|     |                                 | Ernesto Gutiérrez Herreros            | 24 de febrero de 1939 - 28 de febrero de 1940                                                  |         |                                 |
|     |                                 | Roberto Marulanda Botero              | 29 de febrero de 1940 – 13 de julio de 1941                                                    |         |                                 |
|     |                                 | Gilberto Álzate Avendaño              | 13 de julio de 1941 - 3 de septiembre de 1942                                                  |         |                                 |
|     |                                 | Alfonso Jaramillo Arango              | 3 de septiembre de 1942 – 16 de noviembre de 1943                                              |         |                                 |
|     |                                 | Ernesto Arango Tavera                 | 16 de noviembre de 1943 – 22 de marzo de 1944                                                  |         |                                 |
|     |                                 | Emilio Robledo Uribe                  | 22 de marzo de 1944 - 19 de junio de 1944                                                      |         |                                 |
|     |                                 | Ramón Londoño Peláez                  | 20 de junio de 1944 – 13 de agosto de 1945                                                     |         |                                 |
|     |                                 | Jaime Restrepo Mejía                  | 13 de agosto de 1945 - 12 de agosto de 1946                                                    |         |                                 |
|     |                                 | José Jaramillo Montoya                | 13 de agosto de 1946 – 14 de noviembre de 1947                                                 |         |                                 |
|     |                                 | Alfonso Muñoz Botero                  | 14 de noviembre de 1947 –28 de febrero de 1948                                                 |         |                                 |
|     |                                 | Carlos Arturo Jaramillo Isaza         | 16 de agosto de 1948 – 28 de abril de 1949                                                     |         |                                 |
|     |                                 | Castor Jaramillo Arrubla              | 28 de abril de 1949 – 17 de marzo de 1950                                                      |         |                                 |
|     |                                 | Bernardo Mejía Rivera                 | 17 de marzo de 1950 – 3 de febrero de 1951                                                     |         |                                 |
|     |                                 | Carlos Villegas Márquez               | 3 de febrero de 1951 - 10 de junio de 1951                                                     |         |                                 |
|     |                                 | Jaime Jaramillo Arango                | 11 de junio de 1952 - 4 de febrero de 1953                                                     |         |                                 |
|     |                                 | José Restrepo Restrepo                | 4 de febrero de 1952 – 23 de junio de 1953 y 9 de septiembre de 1960 –16 de septiembre de 1961 |         |                                 |
|     |                                 | Fernando Londoño Londoño              | 24 de junio de 1953 – 23 de septiembre de 1953                                                 |         |                                 |
|     |                                 | Coronel Gustavo Sierra Ochoa          | 24 de septiembre de 1953 – 29 de septiembre de 1954                                            |         |                                 |
|     |                                 | Guillermo Ocampo Avendaño             | 30 de septiembre de 1954 - 8 de mayo de 1955                                                   |         |                                 |
|     |                                 | Jorge Arango Uribe                    | 8 de mayo de 1955 - 29 de septiembre de 1956                                                   |         |                                 |
|     |                                 | Coronel Daniel Cuervo Araoz           | 29 de septiembre de 1956 – 12 de mayo de 1957                                                  |         |                                 |
|     |                                 | Coronel Gerardo Ayerbe Cháux          | 12 de mayo de 1957 – 29 de agosto de 1958                                                      |         |                                 |
|     |                                 | Gilberto Arango Londoño               | 29 de agosto de 1958 – 27 de junio de 1959                                                     |         |                                 |
|     |                                 | Javier Ramírez Cardona                | 27 de junio de 1959 – 9 de septiembre de 1960                                                  |         |                                 |
|     |                                 | Eduardo Rivera Giraldo                | 16 de septiembre de 1961 – 29 de septiembre de 1961                                            |         |                                 |
|     |                                 | Álvaro Campo Posada                   | 10 de septiembre de 1962 – 7 de septiembre de 1963                                             |         |                                 |
|     |                                 | Alberto Mendoza Hoyos                 | 7 de septiembre de 1963 – 24 de agosto de 1964                                                 |         |                                 |
|     |                                 | Óscar Vélez Marulanda                 | 24 de agosto de 1964 – 16 de octubre de 1964                                                   |         |                                 |
|     |                                 | Ramón Marín Vargas                    | 16 de octubre de 1964 – 18 de septiembre de 1965                                               |         |                                 |
|     |                                 | Efraín Gärtner Nicholls               | 18 de septiembre de 1965 – 6 de noviembre de 1965                                              |         |                                 |
|     |                                 | Coronel José Gregorio Sánchez Ordóñez | 6 de noviembre de 1965 – 4 de marzo de 1966                                                    |         |                                 |

### Departamento de Caldas(1966-)
| N.º | Imagen | Gobernador                       | Fecha                                                                                            | Partido | Presidente |
| --- | ------ | -------------------------------- | ------------------------------------------------------------------------------------------------ | ------- | ---------- |
| 1   |        | Armando Vanegas Maldonado        | 4 de marzo de 1966 – 9 de septiembre de 1967                                                     |         |            |
|     |        | Guillermo Isaza Mejía            | 9 de septiembre de 1967 – 20 de septiembre de 1968                                               |         |            |
|     |        | Gonzalo Jaramillo Jaramillo      | 20 de septiembre de 1968 – 3 de septiembre de 1969                                               |         |            |
|     |        | Ernesto Gutiérrez Arango         | 4 de septiembre de 1969 - 4 de septiembre de 1970                                                |         |            |
|     |        | Luis Enrique Giraldo Neira       | 3 de septiembre de 1970 – 31 de mayo de 1971                                                     |         |            |
|     |        | Silvio Villegas Londoño          | 31 de mayo de 1971 - 31 de mayo de 1972                                                          |         |            |
|     |        | Óscar Salazar Chávez             | 31 de mayo de 1972 – 12 de agosto de 1973                                                        |         |            |
|     |        | José Jaramillo Giraldo           | 12 de agosto de 1973 - 12 de agosto de 1974                                                      |         |            |
|     |        | Pilar Villegas de Hoyos          | 12 de agosto de 1974 – 31 de marzo de 1975                                                       |         |            |
|     |        | Guillermo Loaiza Cortés          | 1 de abril de 1975 - 31 de agosto de 1975                                                        |         |            |
|     |        | Otto Morales Benítez             | 1 de septiembre de 1975 - 7 de enero de 1976                                                     |         |            |
|     |        | Adriana Gutiérrez de Gaviria     | 7 de enero de 1976 - 10 de marzo de 1976                                                         |         |            |
|     |        | Luis José Restrepo Restrepo      | 11 de marzo de 1976 - 30 de junio de 1976                                                        |         |            |
|     |        | Fernando Londoño Hoyos           | 1 de julio de 1976 - 15 de febrero de 1977                                                       |         |            |
|     |        | Alfonso Ocampo Londoño           | 16 de febrero de 1977 - 15 de noviembre de 1977                                                  |         |            |
|     |        | Germán Mejía Duque               | 15 de noviembre de 1977 – 28 de agosto de 1978                                                   |         |            |
|     |        | Guillermo Ocampo Ospina          | 28 de agosto de 1978 – 17 de enero de 1979                                                       |         |            |
|     |        | Mario Aristizabal Patiño         | 17 de enero de 1979 - 17 de enero de 1980                                                        |         |            |
|     |        | Dilia Estrada de Gómez           | 17 de enero de 1980 – 11 de marzo de 1981                                                        |         |            |
|     |        | Leonidas Ramírez Ospina          | 11 de marzo de 1981 – 18 de marzo de 1981                                                        |         |            |
|     |        | Carlos Fernando Giraldo Ángel    | 18 de marzo de 1981 – 30 de agosto de 1982                                                       |         |            |
|     |        | Beatriz Londoño de Castaño       | 30 de agosto de 1982 – 25 de agosto de 1983                                                      |         |            |
|     |        | Fabio Trujillo Agudelo           | 25 de agosto de 1983 – 1 de febrero de 1984                                                      |         |            |
|     |        | Víctor Renán Barco López         | 1 de junio de 1984 - 1 de febrero de 1985                                                        |         |            |
|     |        | Pablo Muñoz Gómez                | 1 de febrero de 1985 – 2 de septiembre de 1985                                                   |         |            |
|     |        | Jaime Hoyos Arango               | 2 de septiembre de 1985 – 27 de agosto de 1986                                                   |         |            |
|     |        | Fortunato Gaviria Botero         | 27 de agosto de 1986 – 29 de abril de 1987                                                       |         |            |
|     |        | Jaime Giraldo Ángel              | 21 de mayo de 1987 - 10 de marzo de 1988                                                         |         |            |
|     |        | Victoria Eugenia Osorio de Mejía | 29 de abril de 1988 – 7 de septiembre de 1989                                                    |         |            |
|     |        | Germán Cardona Gutiérrez         | 8 de septiembre de 1989 – 24 de agosto de 1990                                                   |         |            |
|     |        | César Gómez Estrada              | 29 de septiembre de 1961 - 10 de septiembre de 1962 y 4 de agosto de 1990 – 31 de agosto de 1991 |         |            |
|     |        | Oscar Tulio Lizcano González     | 1 de septiembre de 1991 - 1 de enero de 1992                                                     |         |            |
|     |        | Pilar Villegas de Hoyos          | 12 de agosto de 1974 - 31 de marzo de 1975 y 1 de enero de 1992 – 1 de enero de 1995             |         |            |
|     |        | Jaime Zulúaga Vargas             | 10 de agosto de 1994 - 20 de septiembre de 1994 (encargado)                                      |         |            |
|     |        | Ricardo Zapata Arias             | 1 de enero de 1995 – 1 de enero de 1998                                                          |         |            |
|     |        | Tony Jozame Amar                 | 1 de enero de 1998 – 1 de enero de 2001                                                          |         |            |
|     |        | Luis Alfonso Arias Aristizábal   | 1 de enero de 2001 – 31 de marzo de 2003                                                         |         |            |
|     |        | Francisco José Cruz Prada        | 1 de abril de 2003 - 31 de abril de 2003 (encargado)                                             |         |            |
|     |        | Francia Restrepo de Mejía        | 1 de mayo de 2003 - 1 de enero de 2004                                                           |         |            |
|     |        | Emilio Echeverri Mejía           | 1 de enero de 2004 – 1 de enero de 2008                                                          |         |            |
|     |        | Mario Aristizábal Muñoz          | 1 de enero de 2008 – 19 de junio de 2010 (destituido)                                            |         |            |
|     |        | Augusto León Restrepo Ramírez    | 20 de junio de 2010 - 10 de julio de 2010 (encargado)                                            |         |            |
|     |        | Luis Alfonso Hoyos Aristizábal   | 20 de julio de 2010 - 1 de enero de 2012                                                         |         |            |
|     |        | Juan Fernando Londoño Osorio     | 20 de septiembre de 2011 – 10 de octubre de 2011 (encargado)                                     |         |            |
|     |        | Francisco José Prieto Uribe      | 11 de octubre de 2011 – 31 de diciembre de 2011 (designado)                                      |         |            |
|     |        | Juan Martín Hoyos Villegas       | 28 de junio de 2013 – 4 de septiembre de 2013 (encargado)                                        |         |            |
|     |        | Julián Gutiérrez Botero          | 5 de septiembre de 2013 – 31 de enero de 2015                                                    |         |            |
|     |        | Diego Rosas Londoño              | 1 de febrero de 2015 - 1 de enero de 2016                                                        |         |            |
|     |        | Guido Echeverri Piedrahíta       | 1 de enero de 2012 - 21 de junio de 2013 (destituido) y 1 de enero de 2016 – 1 de enero de 2020  |         |            |
|     |        | Ricardo Gómez Giraldo            | 10 de agosto de 2016 - 16 de junio de 2017 (encargado)                                           |         |            |
|     |        | Luis Carlos Velásquez Cardona    | 1 de enero de 2020 – 1 de enero de 2024                                                          |         |            |
|     |        | Henry Gutiérrez Ángel            | 1 de enero de 2024 - en el cargo                                                                 |         |            |

- Datos: Q5881796